# حقوق بشر در ارمنستان
حقوق بشر در ارمنستان (انگلیسی: Human rights in Armenia) وضعیت حقوق بشر را در این کشور را توضیح می‌دهد.

## وضعیت حقوق بشر
حقوق بشر در ارمنستان بهتر از بیشتر جمهوری‌های سابق اتحاد جماهیر شوروی (کشورهای پساشوروی) است و به سمت استاندارد قابل قبول مخصوصاً در زمینه اقتصاد نزدیک می‌شود.
مجله اقتصاددانان در سال ۲۰۰۷ ارمنستان را یک رژیم دوگانه اعلام کرد. بر طبق این گزارش ارمنستان در ردیفهای آخر (سوم از پائین) از فهرست کشورهای دموکراتیک قرار دارد. به‌طور کلی خانه آزادی این کشور را بعنوان نسبتاً آزاد شناخته‌است، و در ردیف ۴۶ قرار گرفته‌است، که دو رقم پایین‌تر از بنگلادش و یک رقم بالای هندوراس می‌باشد.

## اقتصاد و حقوق بشر
طبق گزارش سال ۲۰۰۹ وزارت امور خارجه ایالات متحده فساد سیاسی یک معضل در ارمنستان است.

## آزادی‌های سیاسی
از زمان استعفای لوون تر-پتروسیان از ریاست جمهوری، آزادی‌های سیاسی در این کشور بهتر شده‌است. مدیریت تر پتروسیان به نهاد ریاست جمهوری قدرت بیشتری نسبت به پارلمان می‌داد. او ۹ حزب را هم ممنوع اعلام کرد (از جمله فدراسیون انقلابی ارمنی). شیوه نیمه استبدادی حکومت او مخصوصاً در حل تدریجی درگیری ناگورنو قره‌باغ منجر به استعفای او و روی کار آمدن روبرت کوچاریان گردید.

## زنان
گزارش‌های بدرفتاری خانگی موجب مخالفت‌هایی از جانب پلیس، دادگاه‌ها و جامعه شده‌است. اکثراً دیده شده که فاش کردن بدرفتاری خانوادگی یک مقوله حرام و تابو است.

## آزادی ادیان
کلیسای حواری ارمنی دین اصلی ارمنستان است و از حقوق بیشتری نسبت به دیگر ادیان رسمی برخوردار است. مذاهب اقلیت دیگر عبارتند از: کلیسای ارتدکس روسی، مسیحیان سریانی، کلیسای ارتدکس یونان، یهودیان، مسلمانان، یزیدی‌ها، و شاهدان یهوه. بر اساس آمار سال ۲۰۰۱ در ارمنستان ۴۰۰۰۰ اقلیت یزیدی وجود داشت.